# Tóalmás
Tóalmás là một thị trấn thuộc hạt Pest, Hungary. Thị trấn này có diện tích 39,35 km², dân số năm 2010 là 3364 người, mật độ 85 người/km².